# SNCF rames réversibles régionales
De Rames réversibles régionales zijn wagons, gegroepeerd als treinstammen, bestemd om te worden getrokken of geduwd door een locomotief, van de SNCF voor TER-diensten in Frankrijk.

## Beschrijving
De RRR zijn treinstammen van drie of vier wagons, met een frame van roestvrij staal, die vrij gelijk zijn met de RIO/RIB treinstammen. Ze verschillen met hun soortgenoten in hun maximumsnelheid, 140 km/h in plaats van 120 km/h, en uiterlijk van de bestuurscabine welke is overgenomen van de Z2-treinstellen. Verschillende regio's hebben hun RIO/RIB treinstammen laten renoveren, en hebben daarbij de bestuurcabine een uiterlijk gegeven dat gelijk is aan de RRR-treinstammen.
De Rames réversibles régionales kunnen aan de volgende locomotieven gekoppeld worden:
- Elektrisch: BB 8500/BB 16500/BB 25500
- Diesel: BB 67400, BB 66400, BB 67300

## Geschiedenis
De treinstammen werden in 1994 geleverd. In totaal werden er 17 stammen van vier wagons en 122 stammen van drie wagons geleverd.
Tegenwoordig zijn er nog 80 in dienst.

## Diensten
- Besançon - Belfort (met BB 25500)
- Straatsburg - Selestat (via Erstein) (met BB 25500)
- Straatsburg - Selestat (via Molsheim) (met BB 67400)
- Straatsburg - Saales (met BB 67400)
- Straatsburg - Niederbronn (met BB 67400)
- Straatsburg - Lauterbourg (met BB 67400)
- Straatsburg - Wissembourg (met BB 67400)
- Miramas     - Marseille St. Charles (met BB 67400)